# دیوید سانچز (زاده ۱۹۹۸)
دیوید سانچز (انگلیسی: David Sánchez؛ زادهٔ ۲۴ دسامبر ۱۹۹۸) بازیکن فوتبال اهل اسپانیا است.